# Resolució 1401 del Consell de Seguretat de les Nacions Unides
La Resolució 1401 del Consell de Seguretat de les Nacions Unides fou adoptada per unanimitat el 28 de març de 2002. Després de recordar totes les resolucions anteriors sobre la situació a l'Afganistan, incloses les resolucions 1378 (2001) 1383 (2001) i 1386 (2001), el Consell va aprovar l'establiment de la Missió d'Assistència de les Nacions Unides a l'Afganistan (UNAMA). Reemplaçaria la Missió Especial de les Nacions Unides a l'Afganistan.
El Consell de Seguretat va recordar el seu suport a l'acord de Bonn i al dret del poble afganès a determinar el seu propi futur polític. Va subratllar la importància de combatre el tràfic d'armes, el narcotràfic i l'amenaça de mines terrestres, i va encoratjar als països donants que es comprometessin a ajudar econòmicament a complir els seus compromisos.
La resolució va ratificar l'establiment de la UNAMA per un període inicial de 12 mesos amb un mandat i una estructura descrita en un informe del Secretari General Kofi Annan. Segons l'informe, la UNAMA se centraria en dos àmbits principals: assumptes polítics i l'alleujament, recuperació i reconstrucció amb oficines a tot el país.
El Consell va reafirmar el paper del Representant Especial del Secretari General Lakhdar Brahimi en la realització d'activitats de les Nacions Unides a l'Afganistan. Es va instar als partits afganesos a garantir la seguretat i llibertat de moviment del personal de la UNAMA.
El Consell va destacar que la prestació d'assistència per a la recuperació i la reconstrucció podria ajudar en l'aplicació de l'acord de Bonn. D'altra banda, va subratllar que s'hauria de proporcionar ajuda humanitària quan fos necessari i per les autoritats afganeses per mantenir un entorn segur i respectar els drets humans.
Finalment, es va demanar a la Força Internacional d'Assistència i de Seguretat que treballés de prop amb el Secretari General i el seu Representant Especial, i es va demanar al Secretari General que informés cada quatre mesos sobre l'aplicació de la resolució actual.